# Shannan
Shannan lub Lhoka (tyb. ལྷོ་ཁ་གྲོང་ཁྱེར།, Wylie lho-kha grong-khyer, ZWPY Lhoka Chongkyir; chiń. 山南市; pinyin Shānnán Shì) – miasto na prawach prefektury w Chinach, w Tybetańskim Regionie Autonomicznym. W 1999 roku liczyło 316 010 mieszkańców.
16 lutego 2016 roku zgodnie z decyzją Rady Państwa prefektura Shannan została podniesiona do rangi miasta na prawach prefektury.

## Podział administracyjny
Prefektura miejska Shannan podzielona jest na:
- dzielnicę: Nêdong
- 11 powiatów: Zhanang, Gonggar, Sangri, Qonggyai, Qusum, Comai, Lhozhag, Gyaca, Lhünzê, Cona, Nagarzê.